# Eusterinx tenuicincta
Eusterinx tenuicincta là một loài tò vò trong họ Ichneumonidae.